# Пилипченко Павло Юрійович
Павло Юрійович Пилипченко — старший солдат Збройних сил України, учасник російсько-української війни, що загинув у ході російського вторгнення в Україну у 2022 році. Кавалер ордена «За мужність» III ступеня (2022, посмертно).

## Життєпис
Народився 31 березня 1979 року.
Проходив службу в зоні АТО у складі 72 ОМБр імені Чорних Запорожців. Загинув 13 березня 2022 в ході Російсько-української війни. 28 березня 2022 року, Наказом Президента України, нагороджений орденом "За мужність" ||| ступіня.

## Нагороди
- орден «За мужність» ІІІ ступеня (2022, посмертно) — ''особисту мужність і самовіддані дії, виявлені у захисті державного суверенітету та територіальної цілісності України, вірність військовій присязі.